# Oriental, Puebla
Oriental är en ort i Mexiko.   Den ligger i kommunen Oriental och delstaten Puebla, i den sydöstra delen av landet, 160 km öster om huvudstaden Mexico City. Oriental ligger 2 354 meter över havet och antalet invånare är 9 770.
Terrängen runt Oriental är platt åt sydost, men åt nordväst är den kuperad. Runt Oriental är det ganska tätbefolkat, med 129 invånare per kvadratkilometer. Närmaste större samhälle är Villa de El Carmen Tequexquitla, 6,8 km sydväst om Oriental. Trakten runt Oriental består till största delen av jordbruksmark.